# Hettinger (Dakota del Norte)
Hettinger es una ciudad ubicada en el condado de Adams en el estado estadounidense de Dakota del Norte. En el censo de 2010 tenía una población de 1226 habitantes y una densidad poblacional de 547,24 personas por km². Se encuentra junto a la frontera con Dakota del Sur. 

## Geografía
Hettinger se encuentra ubicada en las coordenadas 46°0′13″N 102°38′5″O / 46.00361, -102.63472. Según la Oficina del Censo de los Estados Unidos, Hettinger tiene una superficie total de 2.24 km², de la cual 2.2 km² corresponden a tierra firme y (1.62%) 0.04 km² es agua.

## Demografía
Según el censo de 2010, había 1226 personas residiendo en Hettinger. La densidad de población era de 547,24 hab./km². De los 1226 habitantes, Hettinger estaba compuesto por el 97.39% blancos, el 0.24% eran afroamericanos, el 0.65% eran amerindios, el 0.65% eran asiáticos, el 0% eran isleños del Pacífico, el 0% eran de otras razas y el 1.06% pertenecían a dos o más razas. Del total de la población el 0.9% eran hispanos o latinos de cualquier raza.